# Julia Perez
Julia Perez, született Yuli Rachmawati (Jakarta, 1980. július 15. – Jakarta, 2017. június 10.) indonéz színésznő.

## Filmjei
- Prison Life (2000, rövidfilm)
- Beranak dalam kubur (2007)
- Susahnya jadi perawan (2008)
- The Shaman (2008)
- Basahhh… (2008)
- Cinta setaman (2008)
- Hantu jamu gendong (2009)
- Sumpah (ini) pocong! (2009)
- Kuntilanak kamar mayat (2009)
- Az otthon túl messze van (The City of Your Final Destination) (2009)
- Bukan cinta biasa (2009)
- Mau dong... ah (2009)
- Jeritan kuntilanak (2009)
- Sst.... Jadikan aku simpanan (2010)
- Te[rekam] (2010)
- Istri bo'ongan (2010)
- Arwah goyang karawang (2011)
- Kuntilanak kesurupan (2011)
- Pocong minta kawin (2011)
- Rumah Bekas Kuburan (2012)
- Bangkit dari Kubur (2012)
- Kutukan arwah santet (2012)
- Gending Sriwijaya (2013)